# Armando Trindade
Armando Trindade (1927–2000) là một Giám mục người Pakistan của Giáo hội Công giáo Rôma. Ông nguyên là Tổng giám mục chính tòa Tổng giáo phận Lahore và Chủ tịch Hội đồng Giám mục Pakistan. Trước đó, ông làm Giám mục chính tòa Giáo phận Lahire trước khi giáo phận này nâng lên thành tổng giáo phận và Giám mục Phụ tá Giáo phận Lahore.

## Tiểu sử
Tổng giám mục Armando Trindade sinh ngày 25 tháng 10 năm 1927 tại Karachi, thuộc Pakistan. Sau quá trình tu học dài hạn tại các chủng viện theo quy định của Giáo luật, ngày 6 tháng 5 năm 1950, Phó tế Trindade, 23 tuổi, tiến đến việc được truyền chức linh mục.
Sau gần 25 năm thực hiện các công tác mục vụ, ngày 5 tháng 7 năm 1973, từ Tòa Thánh tin tức loan báo về việc Giáo hàong đã tuyển lực linh mục Armando Trindade gia nhập vào hàng ngũ các giám mục, với chức vị Giám mục phụ tá Giáo phận Lahore và danh hiệu Giám mục Hiệu tòa Tubusuptu. Buổi lễ tấn phong cho vị tân giám mục được cử hành sau đó vào ngày 7 tháng 10 cùng năm, với phần nghi thức truyền chức được cử hành bởi ba giáo sĩ cao cấp. Chủ phong cho vị tân chức là Giám mục Nicholas Hettinga, M.H.M., Giám mục chính tòa Giáo phận Rawalpindi. Hai vị khác với vai trò phụ phong là Giám mục Felicissimus Alphonse Raeymaeckers, O.F.M. Cap., Giám mục chính tòa Giáo phận Lahore và Giám mục Marcel Roger Buyse, O.F.M. Cap., nguyên Giám mục chính tòa Giáo phận Lahore.
Sau hơn hai năm được tấn phong và mục vụ trên cương vị Giám mục phụ tá của Lahore, ngày 10 tháng 7 năm 1975, Giáo hoàng thông qua Tòa Thánh ra thông cáo về việc tuyển chọn Giám mục Trindae làm Giám mục chính tòa Giáo phận Lahore. Gần hai mươi năm sau khi trở thành người lãnh đạo Lahore, Tòa Thánh công bố việc nâng Giáo phận Lahore lên Tổng giáo phận Lahore, đồng thời tái xác nhận việc chọn Giám mục Trindade làm người quản lí giáo phận này, với chức danh Tổng giám mục chính tòa. Tất cả quyết định trên được công bố vào ngày 23 tháng 4 năm 1994.
Ngoài các chức danh chính thức được công bố từ Tòa Thánh, Tổng gáim mục Trindade còn đảm nhiệm vị trí Chủ tịch Hội đồng Giám mục Pakistan từ năm 1994 đến năm 2000.
Ông qua đời ngày 31 tháng 7 năm 2000, thọ 73 tuổi.